# Raketenstarts in Cuxhaven

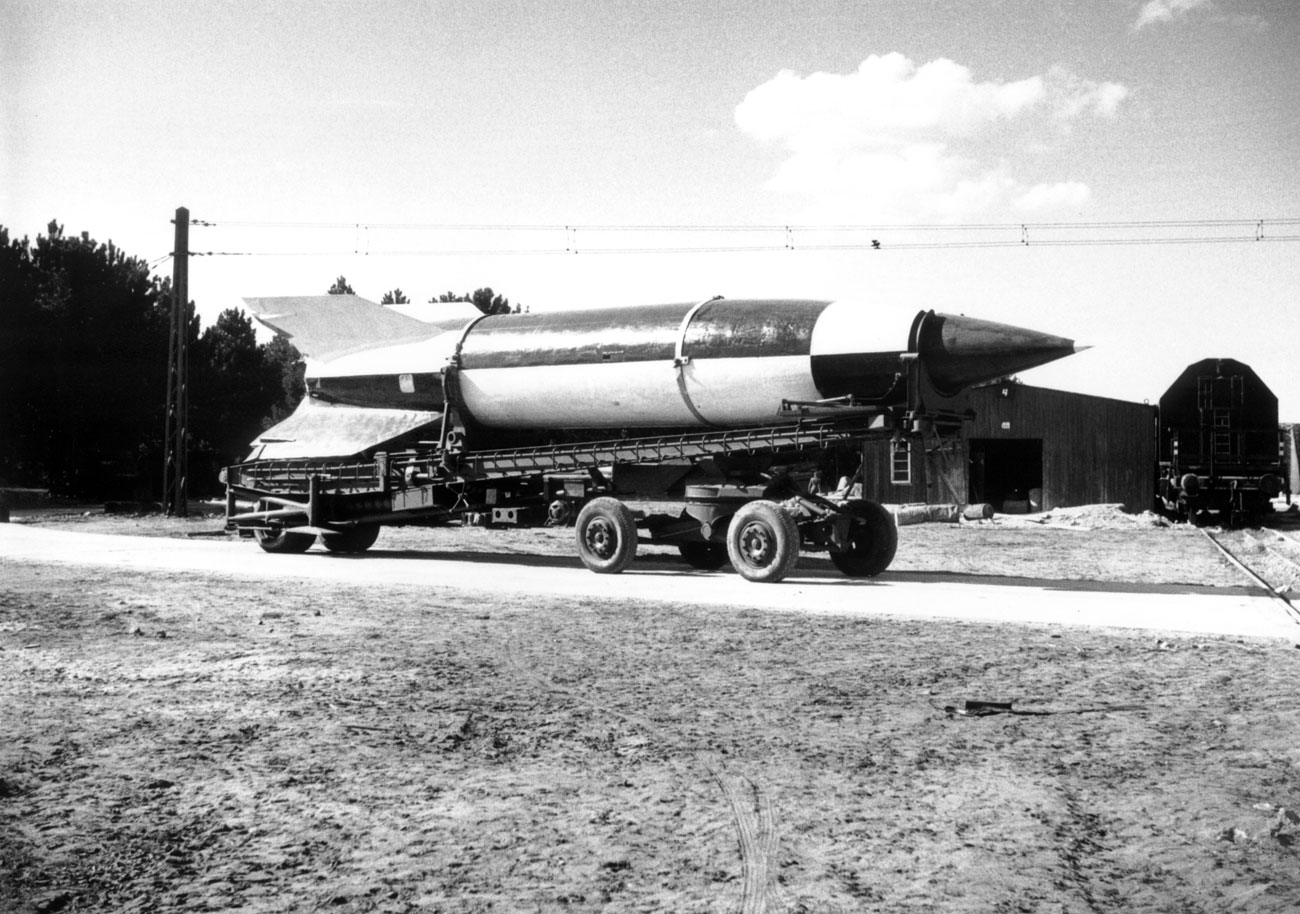
Ein Aggregat 4 (V2) für die Raketenstarts der Operation Backfire in Cuxhaven, Herbst 1945

Zwischen 1933 und 1964 wurden im Großraum Cuxhaven zahlreiche Raketenstarts im Rahmen von verschiedenen Forschungsreihen durchgeführt. Das Startareal in Cuxhaven ist heute Teil des Nationalparks Niedersächsisches Wattenmeer.

## 1930er und 1940er Jahre
Im April 1933 startete Gerhard Zucker eine Postrakete, die von Duhnen nach Neuwerk fliegen sollte. Allerdings stürzte der Flugkörper schon nach wenigen Metern ab. Neben diesen laienhaften Versuchen mit geringem Erfolg fanden ab 1937 auf dem Gelände der Marineabnahmebeschussstelle Altenwalde verschiedene Raketentests statt. Zunächst wurden dort Walter-Triebwerke getestet, wie sie unter anderem bei der Messerschmitt Me 163 verwendet wurden. Später wurde dort auch ein der Fi 103 (V1) ähnlich sehender Marschflugkörper BV 143 B der Firma Blohm & Voss getestet, der für die Küstenverteidigung vorgesehen war und gegen Schiffsziele eingesetzt werden sollte. Die Versuche scheiterten jedoch.
Gegen Ende des Zweiten Weltkrieges erfolgten vom Schießplatz Altenwalde aus einige Versuchsflüge der V1 unter Leitung der SS. 1945 wurde Kurt Debus beauftragt, als Ersatz für den Prüfstand VII der Heeresversuchsanstalt in Peenemünde eine Startrampe zur Erprobung der A4-Rakete (V2) in der Nähe von Cuxhaven aufzubauen. Dieses Vorhaben konnte wegen der fortschreitenden Kriegsereignisse nicht vollendet werden. Allerdings lieferten diese Arbeiten eine Grundlage für die „Operation Backfire“, der Demonstration von drei startenden A4-Raketen vor Militärvertretern der alliierten Streitkräfte im Oktober 1945. Für die „Operation Backfire“ wurden entlang des Weges zwischen Arensch und Sahlenburg eine Startrampe und zwei Betonbunker errichtet, von denen heute noch einige Überreste vorhanden sind. Einer der Starts sowie dessen Vorbereitung wurde für einen Lehrfilm der britischen Armee detailliert dokumentiert und ist heute Teil einer Ausstellung zur Geschichte der A4 im Museum auf dem Gelände der ehemaligen Heeresversuchsanstalt Peenemünde.

## 1950er Jahre

### Die Anfänge in Hespenbusch
1952 begann Karl Poggensee in Hespenbusch mit der Entwicklung und dem Start kleiner Feststoffraketen. Er gründete im gleichen Jahr auch einen raketentechnischen Verein, die „DAFRA“, die später in „Deutsche Raketengesellschaft“ und „Hermann-Oberth-Gesellschaft“ umbenannt wurde. Schon nach kurzer Zeit baute diese Gesellschaft Raketen mit Gipfelhöhen von einigen Kilometern, für deren Start das in Hespenbusch zur Verfügung stehende Areal allmählich zu klein wurde und ein neues Startgebiet gefunden werden musste. Auf Anraten des Cuxhavener Stadtrates Geveke, der im Zweiten Weltkrieg an der Entwicklung von Raketenwaffen arbeitete, wurde das Wattengebiet von Cuxhaven gewählt. Dieses Gebiet hielt man nicht nur deshalb für geeignet, weil hier schon die Raketen der „Operation Backfire“ gestartet wurden, sondern auch, weil man sowohl in nördliche als auch in westliche Richtung freie Schussbahn hat.

### Fortsetzung in Cuxhaven
Am 24. August 1957 erfolgten die ersten Raketenstarts. Es wurden einige Ölsprühraketen und einige Versuchsraketen mit Gipfelhöhen von 4 Kilometern gestartet. Wegen schlechten Wetters wurde der ursprünglich geplante Start einer Rakete von Ernst Mohr mit einer Gipfelhöhe von 20 Kilometern abgesagt. Der Startplatz dieser Raketen befand sich in der Nähe des Bauhofs von Arensch. Im Unterschied zur „Operation Backfire“ gab es keine feste Startrampe, allerdings wurde in einem verfallenen Bunker der Marine aus dem Zweiten Weltkrieg der Leitstand installiert.
Am 8. Juni 1958 erfolgte ein erster Startversuch der Raketen von Ernst Mohr. Diese Raketen wurden zwischenzeitlich so weit verbessert, dass sie Gipfelhöhen von 50 Kilometern erreichen konnten. Allerdings gab es Probleme mit der Flugstabilität und die Raketen stürzten ab. Erst am 14. September 1958 gelang ein erfolgreicher Flug der Raketen.
Am 16. Mai 1959 erfolgte der erste Start einer Postrakete. Diese Rakete beförderte 5000 Postkarten über eine Entfernung von drei Kilometern. Die mit dieser Rakete transportierten Briefe erhielten einen besonderen Stempel und sind heute begehrte Sammlerobjekte bei Philatelisten. Mit den Postraketenstarts wurde auch die Finanzierung der Raketenexperimente unterstützt.
Am 1. November 1959 erfolgte der erste Start der Kumulus, bei dem allerdings der Sender versagte. Es wurde eine Gipfelhöhe von 15 Kilometern erreicht.

## 1960er Jahre

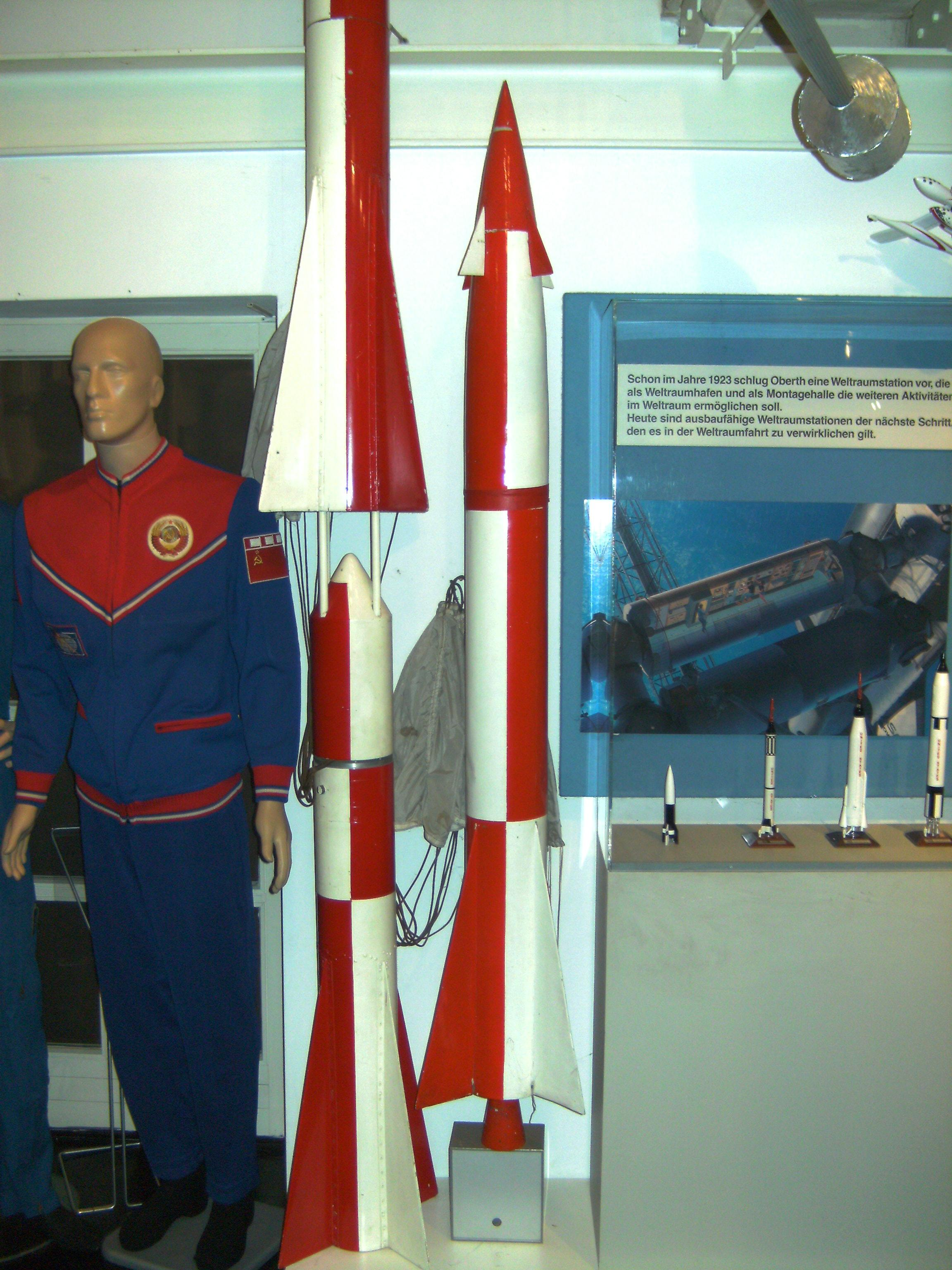
Kumulus-Rakete im Hermann-Oberth-Museum Feucht

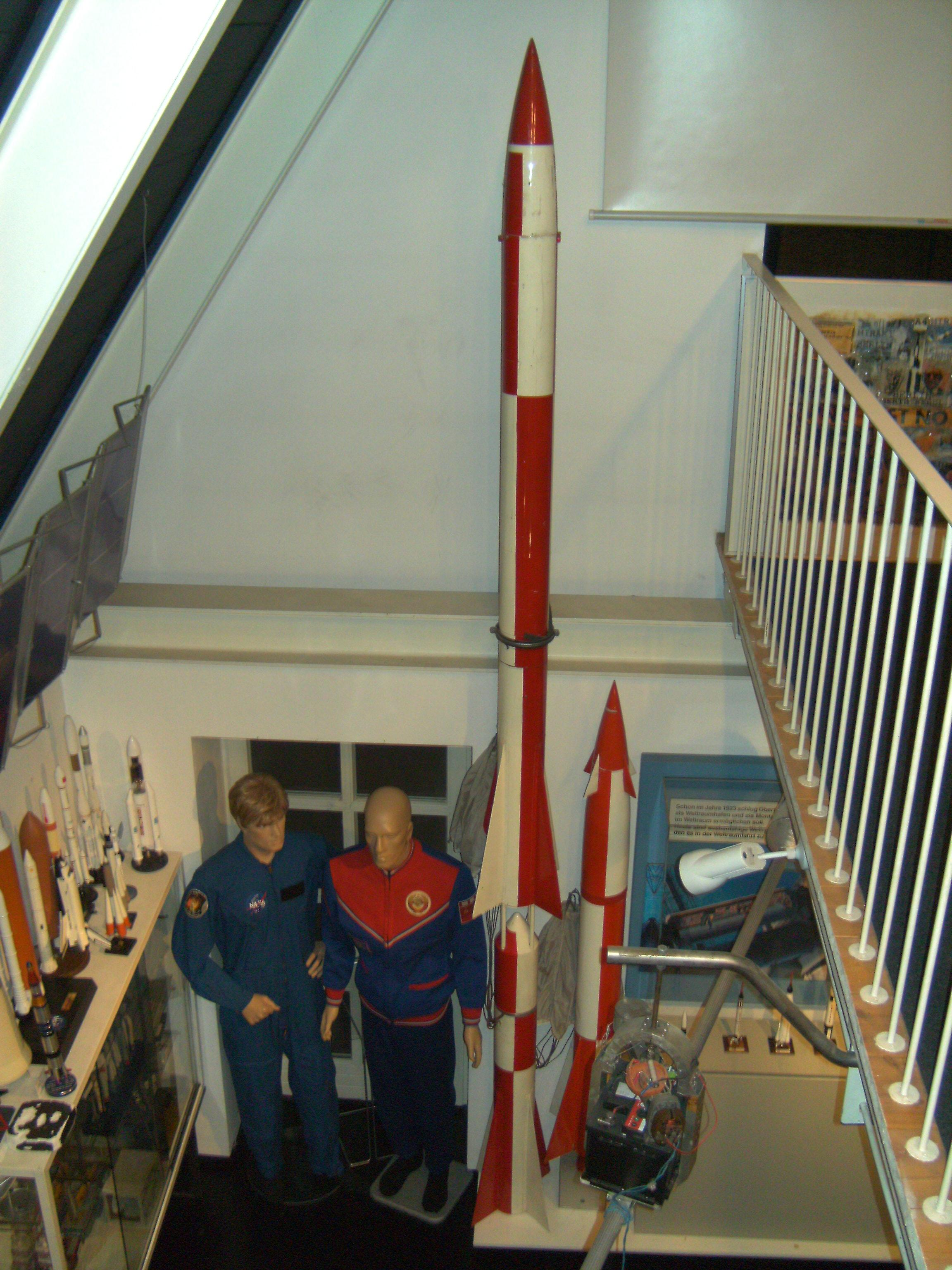
Cirrus-Rakete im Hermann-Oberth-Museum Feucht

Am 11. und 12. Februar 1961 gelang erstmals der Start von Kumulus-Raketen mit wissenschaftlichen Experimenten und die Funkverfolgung der Flugkörper. Im Mai und Juni 1961 wurde erstmals mit Raketen Post über eine größere Entfernung transportiert und zwar zu den Inseln Neuwerk und Scharhörn. Am 16. September 1961 erfolgte der Start von zwei Kumulus-Raketen mit biologischen Probanden an Bord, und zwar dem Salamander Max und dem Goldfisch Lotte. Lotte landete nach vollbrachtem Flug weich, während Max wegen eines Fallschirmdefekts eine harte Landung erlebte. Am gleichen Tag erfolgte der Jungfernflug der Höhenforschungsraketen Cirrus I und II mit Gipfelhöhen von 35 bzw. 50 Kilometern.
1961 begann der Raketenkonstrukteur Berthold Seliger, der im gleichen Jahr mit der „Berthold-Seliger-Forschungs- und Entwicklungsgesellschaft mbH“ ein Unternehmen für Raketenbau gründete, mit den Starts von eigenentwickelten Raketen: Waren es zuerst nur Nachbauten der Kumulus-Raketen, so startete er am 19. November 1962 erstmals drei Einstufenraketen mit einer Länge von 3,4 Metern und einer Gipfelhöhe von 40 Kilometern, deren Signale unter anderem von der Bochumer Sternwarte empfangen wurden. Diese Raketen waren vollständig wiederverwendbar und kehrten nach vollbrachtem Flug an einem Fallschirm zurück. Am 7. Februar 1963 erfolgte der Jungfernflug von Berthold Seligers Zweistufenrakete. Diese Rakete mit einer Länge von 6 Metern erreichte eine Gipfelhöhe von 80 Kilometern. Wie bei den einstufigen Vorläufermodellen konnten ihre Signale von der Bochumer Sternwarte empfangen werden. Vor diesem Start erfolgte zunächst der Start einer seiner Einstufenraketen, um die Windverhältnisse in der Hochatmosphäre zu untersuchen. Am 2. Mai 1963 startete Berthold Seliger seine eigenentwickelte Dreistufenrakete. Diese Rakete, die mit verminderter Treibladung gestartet wurde, erreichte eine Gipfelhöhe von 110 Kilometern.
Bis dato waren alle seit 1957 in Cuxhaven durchgeführten Raketenexperimente rein ziviler Natur – allerdings begann nach diesen Erfolgen die „Berthold-Seliger-Forschungs- und Entwicklungsgesellschaft mbH“ militärisch verwertbare Raketen zu entwickeln. Am 5. Dezember 1963 gab die „Berthold-Seliger-Forschungs- und Entwicklungsgesellschaft mbH“ eine Flugvorführung ihrer Erzeugnisse vor Vertretern von Militärs aus Nicht-NATO-Staaten. Obwohl keine dieser Raketen eine gebrauchsfertige Waffe darstellte und die Flugkörper nach vollbrachtem Flug an Fallschirmen landeten, wurde die nach alliiertem Recht gültige maximale Flughöhe von 30 Kilometern für diese Raketen festgelegt. Trotzdem gab es einige diplomatische Verstimmungen, unter anderem mit der Sowjetunion, die hier eine den alliierten Bestimmungen zuwiderlaufende Entwicklung militärischer Raketen in Deutschland fürchtete. Diese Bedenken waren nicht von der Hand zu weisen, da die am 5. Dezember 1963 vorgeführten Raketen Reichweiten von 160 Kilometern hatten, wenn sie mit voller Treibladung gestartet wurden.
Trotz dieser Bedenken gingen die Raketenstarts im Cuxhavener Wattengebiet zunächst weiter. Am 22. März 1964 startete die Hermann-Oberth-Gesellschaft zehn Versorgungsraketen, von denen einige im Gleitflug landen sollten. Am 7. Mai 1964 gab es bei einer Raketenvorführung von Gerhard Zucker auf dem Hasselkopf bei Braunlage einen tödlichen Unfall bei einem Postraketenstart, weil eine seiner Raketen kurz nach dem Start explodierte und Trümmer in die viel zu nah an die Startrampe heran gelassene Zuschauermenge stürzten. Obwohl Gerhard Zucker nicht mit der Hermann-Oberth-Gesellschaft und der Berthold-Seliger-Forschungs- und Entwicklungsgesellschaft mbH kooperierte, wurden nach diesem Unfall alle Starts mit Flughöhen von über 100 Metern im Cuxhavener Wattengebiet untersagt, wobei man sich auf das Luftrecht und nicht – was eigentlich viel näher liegen würde – auf das Sprengstoffrecht berief.

## Einstellung der Raketenversuche
Die Einstellung der Raketenversuche im Wattengebiet von Cuxhaven, die von der „Berthold Seliger Forschungs- und Entwicklungsgesellschaft mbH“, der „Hermann-Oberth-Gesellschaft mbH“ und einiger anderer Experimentatoren durchgeführt wurden, ging offiziell auf den Unfall mit Todesfolge auf dem Hasselkopf zurück.
Die Hermann-Oberth-Gesellschaft mbH hatte einen guten Ruf bei ihren Versicherungen, da es bei den von ihr durchgeführten Flügen nie einen Unfall gegeben hatte und die Sicherheitsstandards sehr hoch waren.
Der wahrscheinlichere Grund für die Einstellung der Raketenversuche in Cuxhaven dürfte in der Flugvorführung vor Militärvertretern aus Nicht-Nato-Staaten am 5. Dezember 1963 zu finden sein. Obwohl die vorgeführten Raketen nicht mit Sprengköpfen ausgerüstet waren und nicht gegen die alliierten Gesetze bezüglich der Entwicklung militärischer Raketen in Deutschland verstießen, konnten sie leicht in militärische Raketen umgebaut werden, die gegen die alliierten Gesetze bezüglich der Entwicklung militärischer Raketen in Deutschland verstoßen würden. Aus diesem Grund war diese Flugvorführung sehr umstritten und es gab einige Proteste von Seiten der Sowjetunion. Da kein alliiertes Gesetz durch die gestarteten Raketen direkt verletzt wurde, gingen die Raketenversuche in Cuxhaven, die wegen der auch durchgeführten Postraketenstarts bei den Touristen sehr beliebt waren, zunächst weiter. Allerdings wurden sie mit großem Argwohn beobachtet, da man fürchtete, dass unter dem Deckmantel von Post- und Höhenforschungsraketen militärische Raketen entwickelt werden könnten.

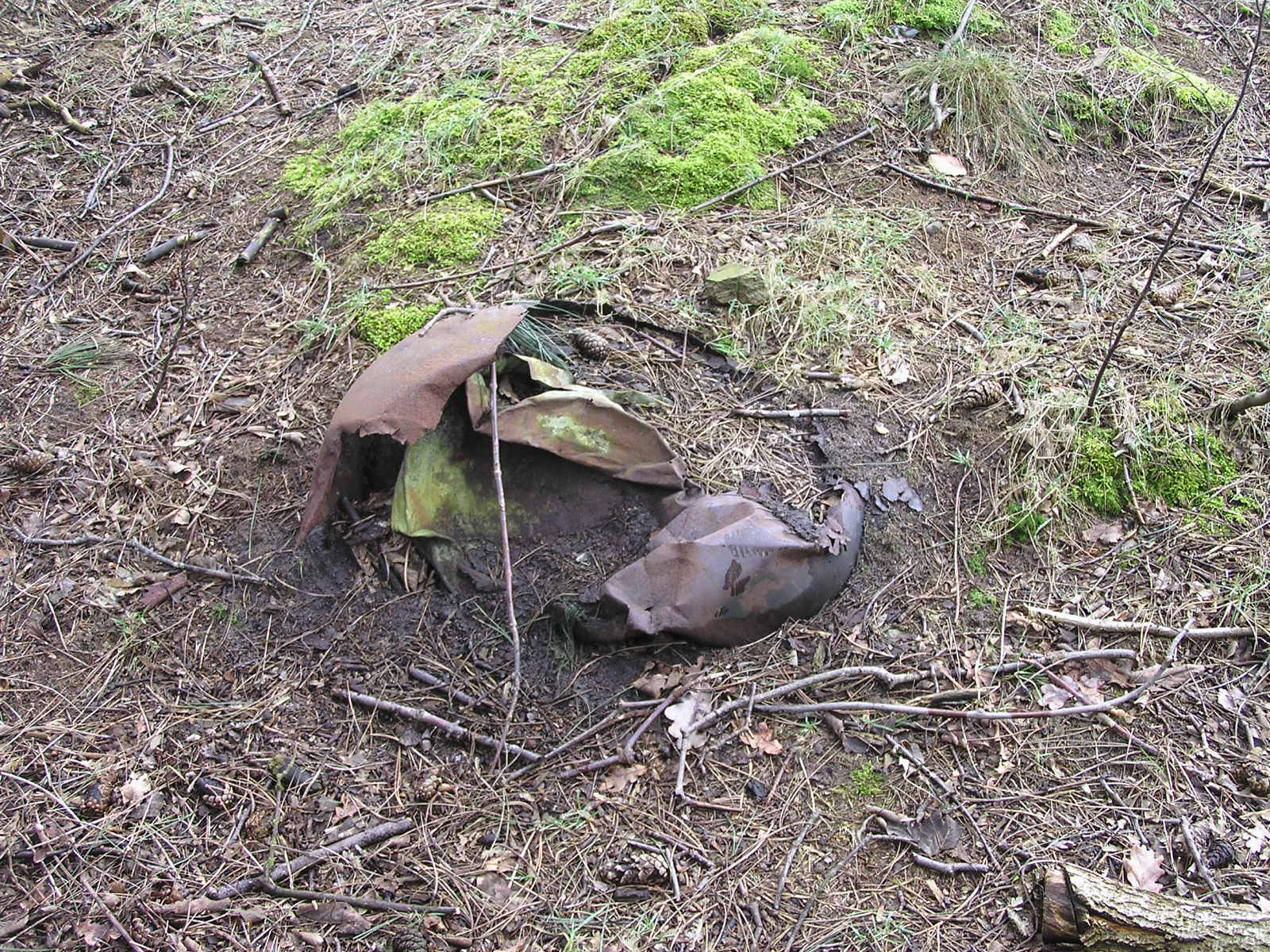
Metallreste von Raketentests im Wernerwald bei Cuxhaven

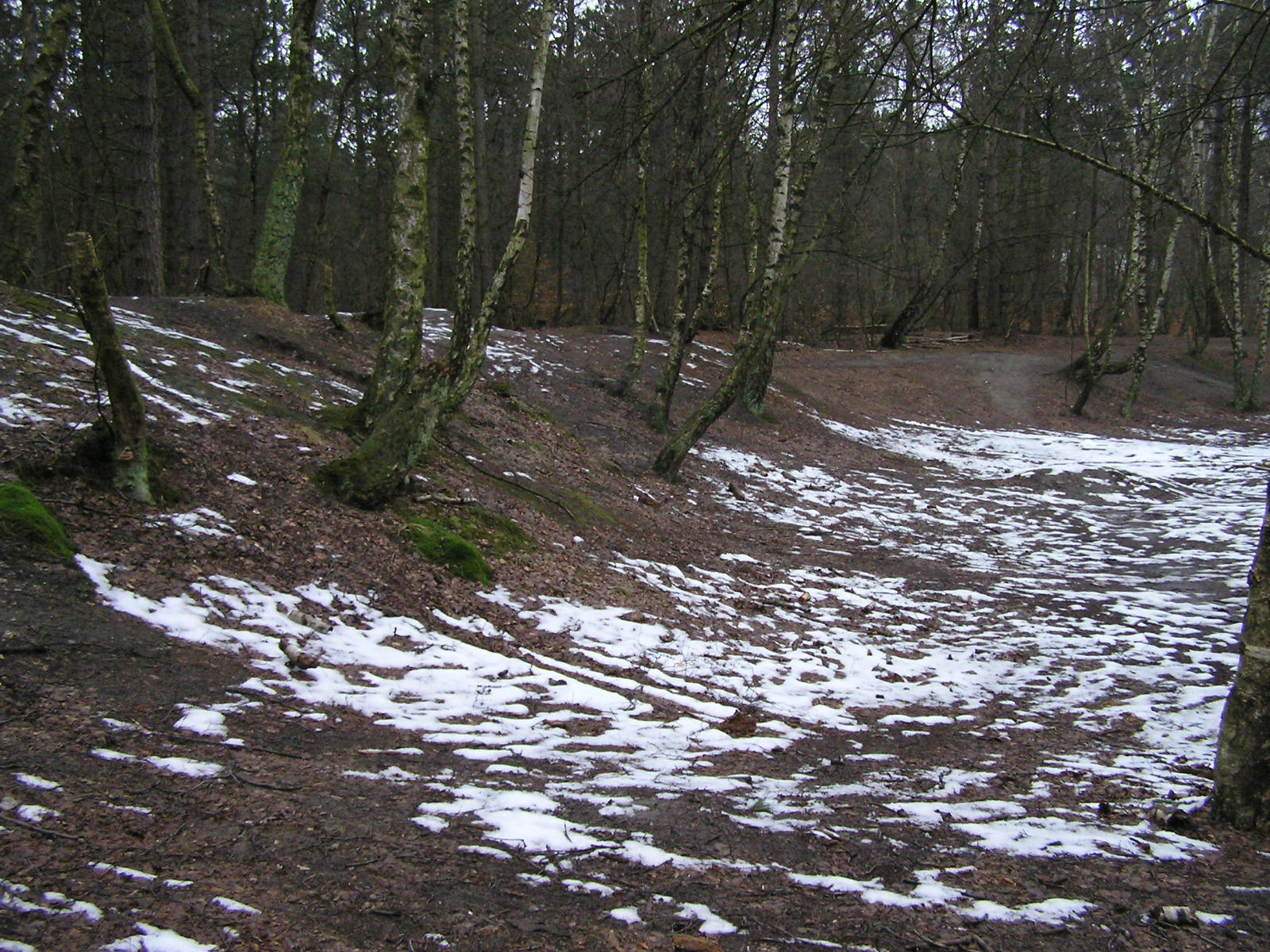
Reste der Startanlage im Jahre 2005

Die Argumente, mit denen das Verbot der Raketenversuche im Cuxhavener Wattengebiet im Juni 1964 begründet wurden, zeigen einige Ungereimtheiten; obwohl der Unfall in Braunlage ein typisches Explosionsunglück am Boden war (die Rakete befand sich mit einer Flughöhe von einigen Metern weit unterhalb des kontrollierten Luftraums), wurde für die Begründung des Verbots der Raketenversuche das Luftrecht und nicht das Sprengstoffrecht herangezogen.
In der Tat war dieses Verbot nicht ein generelles Verbot von Raketenversuchen im Wattengebiet von Cuxhaven. Raketenversuche mit Flughöhen von bis zu 100 Metern waren nach wie vor zulässig. Allerdings waren derartige Versuche ohne praktische Bedeutung.
Der Absturz der Zuckerrakete war lediglich (wenn überhaupt) der Anlass, aber nicht der Grund für die stärkere Reglementierung von Raketentests im Gebiet des Cuxhavener Wattenmeers. Man war sich vom Beginn der Raketentests an klar darüber, dass verbindliche allgemeine Regelungen für Raketenflugplätze erstellt werden müssten, weshalb sowohl der Seligergesellschaft als auch der Deutschen Raketengesellschaft bzw. Hermann-Oberth-Gesellschaft zu keinem Zeitpunkt eine allgemeine Nutzung des Areals als Raketenflugplatz genehmigt wurden. Alle Raketentests wurden einzeln genehmigt.
Auch bei den genehmigten Tests gab es stets Interessenkollisionen zwischen den beteiligten Stellen. Der Bundesminister für Verkehr, vertreten durch die Wasser- und Schifffahrtsdirektion Bremen (und zum Teil der in Hamburg), sah in erster Linie eine Gefährdung der Großschifffahrt auf – je nach Startwinkel – der Elbe, der Reede beim Feuerschiff Weser bzw. der Kleinschifffahrt im Priel „Oster Till“; die Hamburger sahen ihre Erkundungsarbeiten für den Tiefwasserhafen bei Neuwerk bzw. den Tankerumschlag auf Neuwerk Reede gefährdet. Daher wurde seitens des Bundesministers für Verkehr eine Verlegung des Startplatzes um etwa 10 km nach Süden mit Startrichtung Großer Knechtsand angestrebt. Hiergegen erhob der Regierungspräsident in Stade Einspruch, weil dies ein bedeutendes Vogelschutzgebiet sei und man erst vor wenigen Jahren die Engländer zur Aufgabe ihrer Bombentests aus diesem Grunde bewegen konnte. Daher komme es nicht in Betracht, den Großen Knechtsand nun selbst als Zielgebiet für Raketen zu nutzen. Hinzu kam, dass in der Nähe des Startplatzes eine Streubebauung bestand, deren Bewohner ebenfalls durch die Tests gefährdet sein könnten.
Das niedersächsische Wirtschaftsministerium hingegen war gewillt, Raketentests – sofern die Sicherheit gewährleistet war – zu unterstützen, zumal ein Bedarf an Ingenieurnachwuchs für Industrie und Bundeswehr gesehen wurde. Daher war man dort bestrebt, mit allen o. g. Beteiligten entsprechende Richtlinien auszuarbeiten.
Im Juni 1964 hieß es, dass die Raketenversuche im Cuxhavener Wattengebiet weitergeführt werden könnten, sobald neue Sicherheitsmaßnahmen ausgearbeitet worden seien, was aber bis heute nicht geschah.